# معالجة نانوية

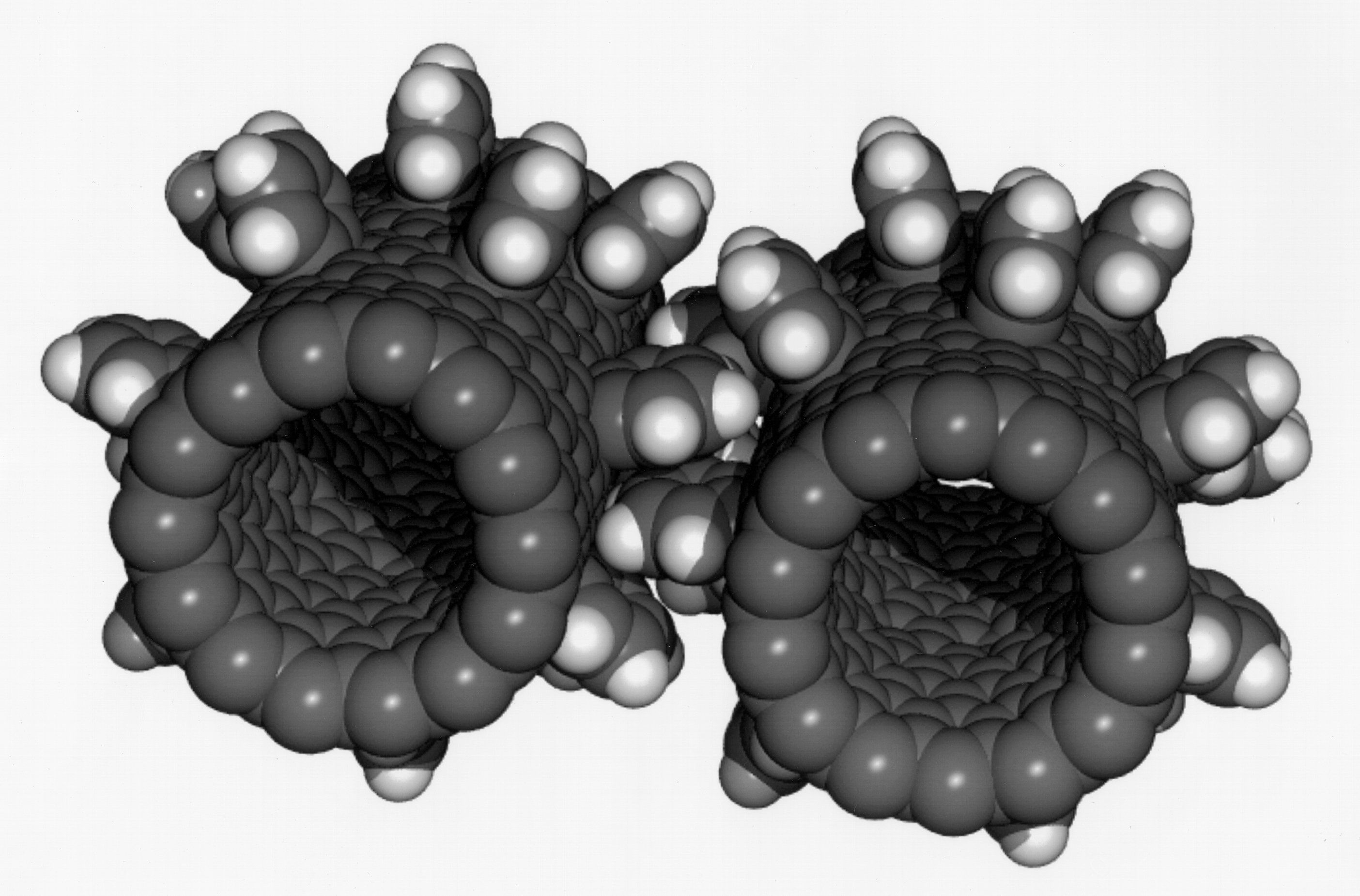
تحرير

المعالجة النانوية هي استخدام الجسيمات النانوية بغرض الإصلاح البيئي. يُستكشف لمعالجة المياه الجوفية، أو مياه الصرف، أو التربة، أو الرواسب، أو غيرها من المواد البيئية الملوثة. تُعتبر المعالجة النانوية صناعة ناشئة؛ بحلول عام 2009، وُثقت تقنيات المعالجة النانوية في 44 موقع تنظيف على الأقل في جميع أنحاء العالم، معظمها في الولايات المتحدة. وفي أوروبا، يجري التحقيق من المعالجة النانوية بواسطة مشروع نانوريم المُمول من المفوضية الأوروبية. حدد تقرير صادر عن اتحاد شركات نانوريم ما يقارب 70 مشروعًا لتكنولوجيا المعالجة النانوية في جميع أنحاء العالم على نطاق رائد أو كامل. خلال عملية المعالجة النانوية، يجب ملامسة عامل الجسيمات النانوية مع الملوث المُستهدف في ظل ظروف تسمح بالتخلص من السموم أو لمنع التفاعل. وتتضمن هذه العملية عادةً عملية ضخ ومعالجة أو تطبيق موضعي.
نُشرت بعض طرق المعالجة النانوية، وخاصةً استخدام جسيمات الحديد النانوية صفرية التكافؤ لتنظيف المياه الجوفية، في مواقع التنظيف واسعة النطاق. وهناك طرق أخرى لا تزال في مراحل البحث.

## التطبيقات
استُخدمت المعالجة النانوية على نطاقٍ واسع في معالجة المياه الجوفية، مع إجراء أبحاث شاملة إضافية في معالجة مياه الصرف الصحي. اختُبرت المعالجة النانوية أيضًا لتنظيف التربة والرسوبيات. بل إن المزيد من الأبحاث الأولية الآن تستكشف استخدام الجسيمات النانوية لإزالة المواد السامة من الغازات.

### معالجة المياه الجوفية
في الوقت الحالي، تعد معالجة المياه الجوفية أكثر التطبيقات التجارية شيوعًا لتقنيات المعالجة النانوية. يعد استخدام المواد النانوية، خاصةً المعادن صفرية التكافؤ (زيد في إم)، لمعالجة المياه الجوفية منهجًا ناشئًا واعدًا نظرًا لتوافر وفعالية العديد من المواد النانوية لخفض الملوثات أو عزلها.
توفر التقنية النانوية إمكانية معالجة الملوثات بفعالية في الموقع، وتجنب الحفريات أو الحاجة إلى ضخ المياه الملوثة من الأرض. تبدأ العملية بضخ الجسيمات النانوية في طبقة المياه الجوفية الملوثة عن طريق بئر ضخ. ثم تُنقل الجسيمات النانوية عن طريق تدفق المياه الجوفية إلى مصدر التلوث. عند الاتصال، يمكن للجزيئات النانوية عزل الملوثات (عن طريق الامتزاز أو التعقيد)، أو إيقافها، أو يمكن أن تحلل الملوثات إلى مركبات أقل ضررًا. عدةً ما تكون تحولات الملوثات عبارة عن تفاعلات الأكسدة والاختزال. عندما تكون الجسيمات النانوية مؤكسدة أو مخففة، فإنها تُعتبر تفاعلية.
تُعتبر القدرة على ضخ الجسيمات النانوية في باطن الأرض ونقلها إلى مصدر الملوثات أمرًا ضروريًا للمعالجة الناجحة. يمكن ضخ الجسيمات النانوية التفاعلية في بئر حيث سيُنقل إلى أسفل التدرج إلى المنطقة الملوثة. حفر بئر وتعبئته مكلف للغاية. تُعتبر تكلفة آبار الدفع المباشر أقل من الآبار المحفورة وهي أداة التسليم الأكثر استخدامًا للمعالجة بجسيمات الحديد النانوية. يمكن ضخ ملاط الجسيمات النانوية على طول النطاق العمودي للمسبار لتوفير المعالجة لمناطق طبقات المياه الجوفية المحددة.

### معالجة المياه السطحية
إن استخدام المواد النانوية المتنوعة، بما في ذلك الأنابيب الكربونية النانوية و TiO2، يُظهر الوعد بمعالجة المياه السطحية، بما في ذلك التنقية والتطهير وتحلية المياه. تشمل الملوثات المستهدفة في المياه السطحية المعادن الثقيلة والملوثات العضوية ومسببات الأمراض. في هذا السياق، يمكن استخدام الجسيمات النانوية باعتبارها مواد ماصة أو عوامل تفاعلية (محفزات ضوئية أو عوامل الأكسدة)، أو في الأغشية المستخدمة في الترشيح النانوي.